# Christine E. Jackson
Christine Elisabeth Jackson, FLS, (geborene Adams; * 6. März 1936 in Huddersfield, West Yorkshire) ist eine englische Autorin und Biografin. Sie ist auf Biografien über Tiermalerei und Tierillustration, insbesondere Vogelillustration, spezialisiert.

## Leben und Werk
Jackson ist die Tochter von Arthur und Helen Jane Adams, geborene Rowland. Von 1953 bis 1960 arbeitete sie als Auskunftsbibliothekarin in der öffentlichen Bibliothek von Huddersfield. 1959 absolvierte sie die Manchester Library School und wurde Mitglied der Library Association UK. Im September 1960 heiratete sie Andrew Bairstow Jackson, einen Bibliothekar. Von 1960 bis 1965 war sie Bibliothekarin im College of Further Education in Bedford und von 1967 bis 1969 in der Hertfordshire County Library in Radlett.
Seit den 1960er Jahren widmet sie sich der Erforschung der Tiermalerei, bei der sie nicht nur über die Künstler recherchiert, sondern auch über die Provenienz der Bilder und Illustrationen. 1968 erschien ihr erstes Buch British Names of Birds gefolgt von Bird Illustrators, some artists in early lithography im Jahr 1975. 1977 erschien Collecting Birdstamps, wofür sie 1978 mit der Bronzemedaille auf der British Philatelic Exhibition ausgezeichnet wurde. 1978 wurde Wood Engravings of Birds und 1985 Bird Etchings: The Illustrators and Their Books, 1655–1866 veröffentlicht. 1992 erschien die Biographie Prideaux John Selby: A gentleman naturalist über Prideaux John Selby. 1993 und 1994 erschienen die beiden Bände The Old Masters und The 18th Century des Werks Great Bird Paintings of the World. 1999 veröffentlichte Jackson das Werk Dictionary of Bird Artists of the World, in dem über 4000 biographische Einträge von Künstlern aus mehreren Jahrhunderten aufgeführt sind. 2001 kam in Zusammenarbeit mit Peter Davis die Biographie Sir William Jardine: A Life in Natural History über Sir William Jardine heraus. 2003 gab sie das Buch Sarah Stone: Natural Curiosities from the New Worlds über die Künstlerin und Naturforscherin Sarah Stone (1760–1844) heraus. 2006 erschien das Buch Peacock, ein Werk über Blaue Pfauen und Ährenträgerpfauen in der Kunst. 2012 veröffentlichte Jackson das Buch Fish in Art, in dem sie einen historischen Abriss über die Fischdarstellung von 2000 vor Christus bis zur Gegenwart gibt. 2014 veröffentlichte sie das Buch John James Laforest Audubon:  An English Perspective über John James Audubons Zeit in England. 2015 erschien beim Verlag der Ray Society das Buch Menageries in Britain 1100–2000 über die Geschichte der Menagerien im Vereinigten Königreich und 2022 das Werk A Newsworthy Naturalist: The Life of William Yarrell über William Yarrell. Ferner verfasste sie Artikel über Vogelillustratoren in diversen Fachzeitschriften, darunter Archives of National History, Journal of the Society for the Bibliography of Natural History und The Bird Observer sowie Einträge für das Allgemeine Künstlerlexikon von De Gruyter und für das Oxford Dictionary of National Biography. Jackson ist Mitglied der Linnean Society of London, der Royal Society for the Protection of Birds sowie der Society for the History of Natural History, wo sie von 1992 bis 1995 im Vorstandsgremium mitwirkte. 1996 wurde sie von dieser Gesellschaft mit der Founder’s Medal ausgezeichnet.